# Don’t Lose My Number
Don’t Lose My Number ist ein Lied von Phil Collins aus dem Jahr 1985, das von ihm geschrieben und mit Hugh Padgham produziert wurde.

## Charterfolge
Der Titel wurde im Juli 1985 als Single veröffentlicht, das Lied war vor allem in den Vereinigten Staaten, in Neuseeland und den Niederlanden ein kommerzieller Erfolg. In den USA erreichte die Single Don’t Lose My Number / We Said Hello Goodbye Platz vier der Singles-Charts und blieb 18 Wochen in den Top 100, erreichte in den Airplay-Charts, also der Radio-Hitparade der USA, ebenfalls Platz zwei und in den Billboard-Verkauf-Charts gelangte die Single auf Platz sieben. Am 20. Juli 1985 war die Single der höchstplatzierte Neuzugang in den Billboard Hot 100 Charts auf Platz 46 und erreichte am 28. September 1985 den Platz 4 der Billboard Charts.
Das Lied ist 4:48 Minuten lang und erschien zunächst auf dem Album No Jacket Required. Auf der B-Seite der Single befindet sich das Lied We said Hello Goodbye.
Die Trommeln verwenden den für die Ära charakteristischen gated reverb-Effekt, an dessen Erfindung Collins selbst beteiligt gewesen war.

## Rezeption
Beim Schreiben des Songs orientierte sich Collins an seinen frühen Werken aus dem Album Face Value. Inhaltlich geht es darum, dass der Sänger einen gewissen Billy beschwört, sich mit ihm in Verbindung zu setzen und um sein Leben zu rennen; Collins gestand in Interviews, dass er selbst die Bedeutung des Liedes nicht verstehe. In seiner Kritik schrieb Stephen Holden von New York Times, dass der Text zu vage sei.
1998 verwendete man den Song als B-Seite für Collins’ Coverversion des Cyndi-Lauper-Klassikers True Colors.

## Musikvideo
Für das Musikvideo fiel Collins zunächst keine passende Handlung ein. Infolgedessen wurde ein Clip gedreht, in dem Collins mit verschiedenen Regisseuren eine Handlung für ein Video bespricht, mit Anspielungen auf Videos von Michael Jackson, Elton John, The Police, The Cars und David Lee Roth. Die Regie des Clips übernahm Jim Yukich.

## Coverversionen
- 2001: Terrance Quaites
- 2002: Ray J